# Volare
Volare (з італ. Літаю), або Nel blu dipinto di blu — пісня, яку написали Доменіко Модуньйо і Франко Мільяччо. Уперше її було представлено на фестивалі італійської пісні у Санремо у 1958 році автором Модуньо і (друге виконання) Джонні Дореллі, де вона посіла перше місце. У тому ж році ця пісня представляла Італію на конкурсі «Євробачення», де посіла третє місце.
У 2005 році пісню було визнано, відразу за Waterloo квартету ABBA, кращою піснею в історії конкурсу «Євробачення» за перші півстоліття його існування. Є найзнаменитішою піснею Доменіко Модуньйо. Єдина пісня, проспівана італійським співаком, що досягла першого місця у Billboard Hot 100. Повністю проспівана італійською мовою, це також єдина пісня не англійською, що отримала нагороду «Греммі» в номінації «Запис року» (1958). Існує велика кількість кавер-версій.
У 1970-х роках мелодія цієї пісні зі зміненими словами використовувалася в рекламних матеріалах автомобіля Plymouth Volaré.

## Медіа
Відео: Доменіко Модуньйо — Літаю / Domenico Modugno — Volare, український переклад Олекси Кириченка.

## Деякі кавер-версії
- Ріта Павоне італійською 1964
- Конні Френсіс переспівала першою цю пісню у 1960-х роках.
- Софія Ротару
- Муслім Магомаєв
- Девід Боуї співав цю пісню італійською мовою
- Гелена Веліканова (російською мовою)
- Даліда (французькою)
- Пупо (на італійському)
- Мариля Родович
- Nino Porzio
- Група Gipsy Kings (спотвореною іспанською мовою) записала кавер-версію пісні у 1989 році.
- Barry White (у 1991 році створила кавер-версію англійською)
- Captain Jack
- DJ BoBo
- Олександр Пономарьов (українською)
- Маріно Маріні
- Il Volo
- Емма Марроне